# Wind (band)
 For alternative betydninger, se Wind (flertydig).
Wind er en tysk musikgruppe, som repræsenterede Tyskland ved Eurovision Song Contest i 1985, 1987 og 1992. I både 1985 og 1987 fik de en 2. plads, hvilket må siges at være lidt af en bedrift. Tredje gang var dog ikke lykkens gang, og her blev det kun til en 16. plads. 